# Janicule
| \| \| |
| Localisation du Gianicolo sur une carte topographique simplifiée de la ville de Rome antique avec, à titre indicatif, les empreintes des principaux monuments et les tracés des murs servien et aurélien. |
| |

Le Janicule (Ianiculum en latin et Gianicolo [ʤa'ni:kolo] en italien) est une colline située sur la rive droite du Tibre, au sud de la cité du Vatican. Elle est considérée comme la huitième colline de Rome, en référence aux sept collines de Rome. Située en bordure de l'ager Vaticanus, la colline est parfois confondue avec le Mons Vaticanus. Aujourd'hui elle fait partie du rione Trastevere.

## Description
Le Janicule prend la forme d'une longue crête parallèle au cours du Tibre séparée du fleuve par la plaine transtibérine. La hauteur maximale du Janicule est de 85 m, près de la Porta Aurelia.

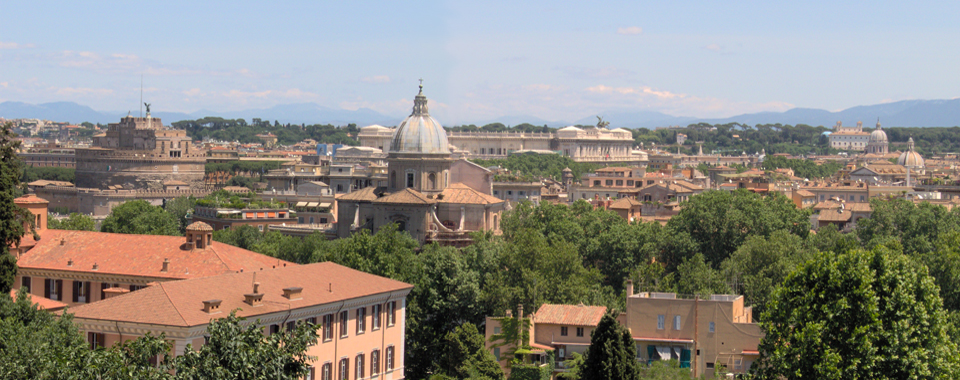
Panorama de Rome depuis la colline du Gianicolo.

## Histoire

### Antiquité

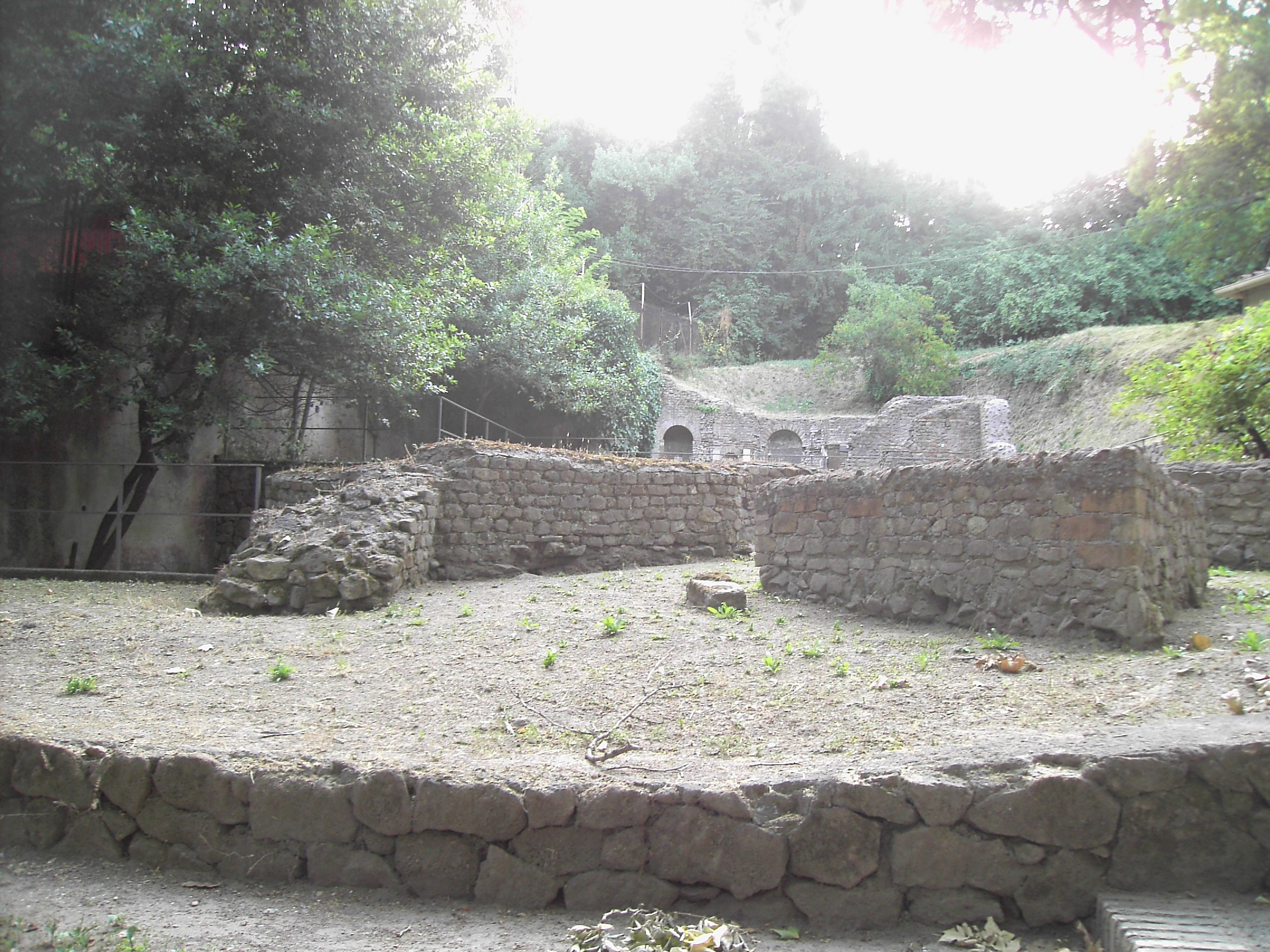
Sanctuaire d'Isis sur le Janicule.

Le nom de la colline proviendrait, selon la tradition, du dieu Janus, qui aurait fondé en ce lieu un centre habité connu sous le nom de Ianiculum. Le culte de ce dieu romain est en effet bien présent sur cette colline. Dans la réalité, la relation entre cette divinité et ce lieu semble seulement marquée par l'existence d'un sacellum dédié au fils Fons ou Fontus. Par contre est bien présent un petit centre habité (Pagus Ianiculensis) situé aux pieds de la colline dans la zone du Trastevere, aujourd'hui correspondant à la place Mastai.
La colline est annexée à Rome par Ancus Marcius qui l'aurait fortifiée et reliée à la ville par le Pont Sublicius sur lequel devaient passer les anciennes routes qui traversaient les collines en provenance de l'Étrurie et qui, par la suite, ont donné naissance à la Via Aurelia. Dans l'histoire de la République romaine, le Janicule est le premier point d'attaque pour Caius Marius et Lucius Cornelius Cinna lors des guerres civiles du Ier siècle av. J.-C.
Situé sur la rive droite du Tibre, en territoire d'origine étrusque, ses collines auraient été occupées par des colons juifs et syriens, devenant ainsi le Transtiberim (le quartier du Trastevere aujourd'hui).
Une zone du Gianicolo est couverte de bois sacrés dédiés, avec un temple, à l'antique divinité Furrina. Une autre zone sur la partie orientale est plus tard occupée par le sanctuaire d'Isis, aujourd'hui Via Dandolo. Les pièces relatives à ce sanctuaire sont actuellement exposées dans la collection d'art égyptien du Musée national romain.

### Renaissance et époque moderne

#### Risorgimento

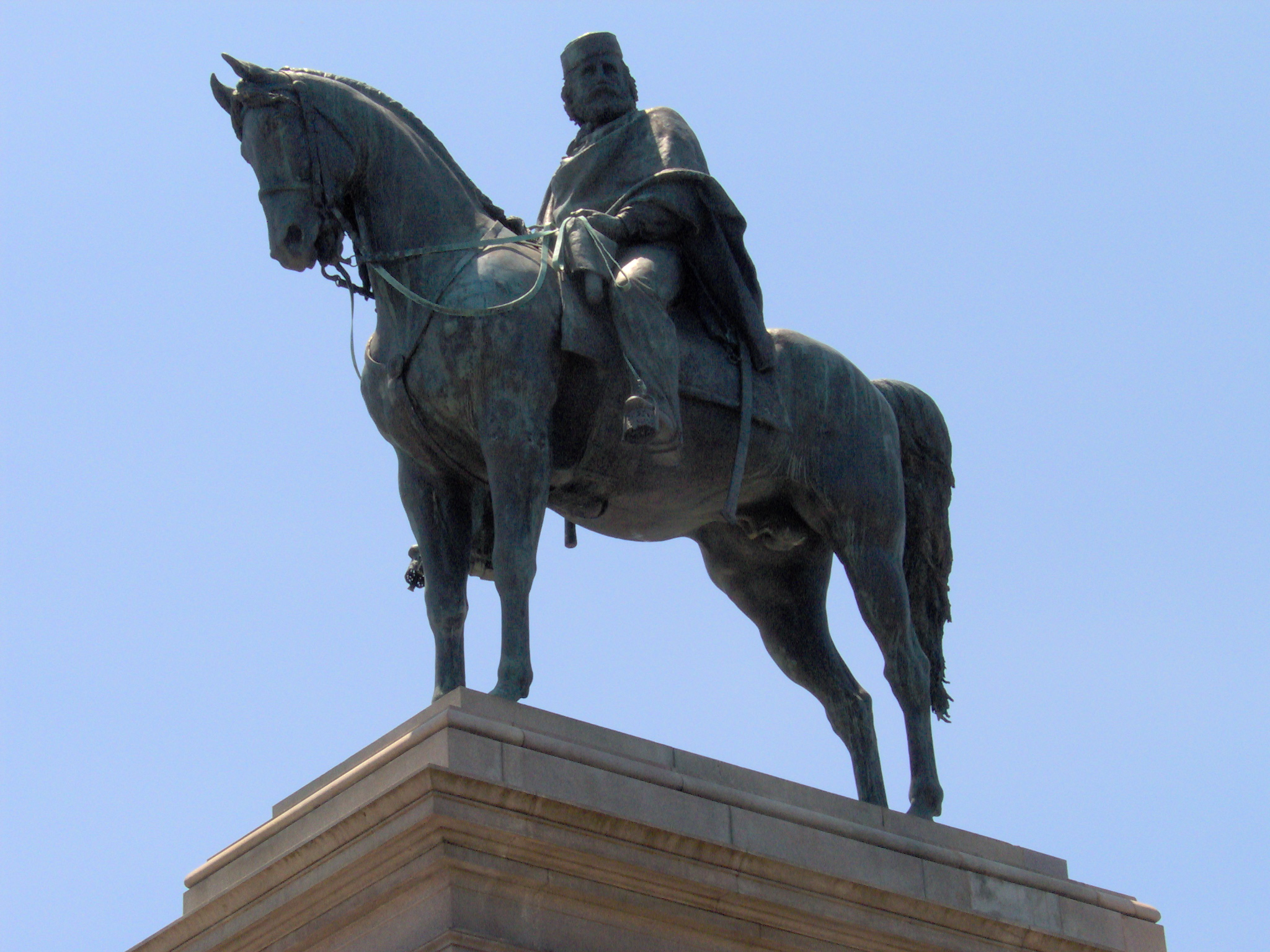
Statue de Giuseppe Garibaldi au Gianicolo.

Cette colline possède des témoignages historiques liés au Risorgimento, avec de nombreux demi-bustes de marbre, portraits d'illustres personnages de cette époque, notamment des défenseurs de la République Romaine.
Les deux statues équestres, celle de Giuseppe Garibaldi et celle d'Anita Garibaldi, situées sur les deux places homonymes, rappellent l'épique défense de la République Romaine de 1849, lorsque l'armée française a attaqué la ville en intervenant pour la défense du pape Pie IX. Les combattants de Garibaldi résistent sur la colline pendant des semaines aux troupes françaises de loin supérieures en nombre, jusqu’à ce qu’ils soient finalement écrasés.

#### Le canon du Janicule
Au sommet de la colline, pratiquement sous la statue de Garibaldi, est posé depuis le 24 janvier 1904, un canon qui tire à blanc, à midi pile. Le coup de feu, dans les rares jours où la ville est moins bruyante (particulièrement le dimanche ou en août), peut s’entendre jusqu'à l'Esquilin, une colline située à l’opposé de Rome.
La canonnade à blanc de midi est introduite par Pie IX en 1847, pour donner un « signal » aux cloches des églises de Rome, de sorte qu’elles ne sonnent pas chacune à des moments différents.
L'emploi en est fait sans interruption depuis l’unité de l'Italie, sauf pendant la Seconde Guerre mondiale. Il est rétabli le 21 avril 1959, à l’occasion du 2 712e anniversaire de la fondation de Rome.

## Quelques vues

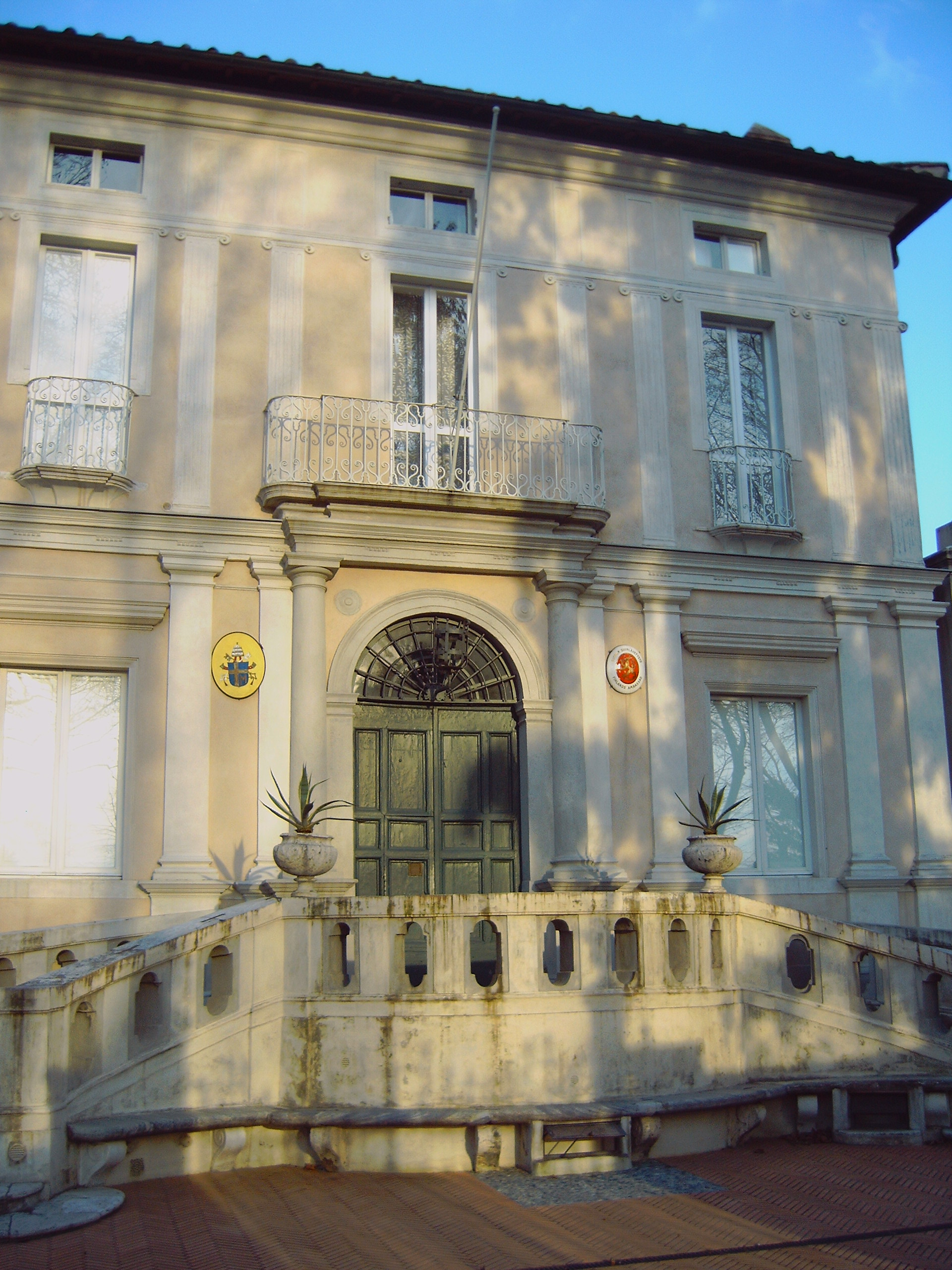
Villa Lante
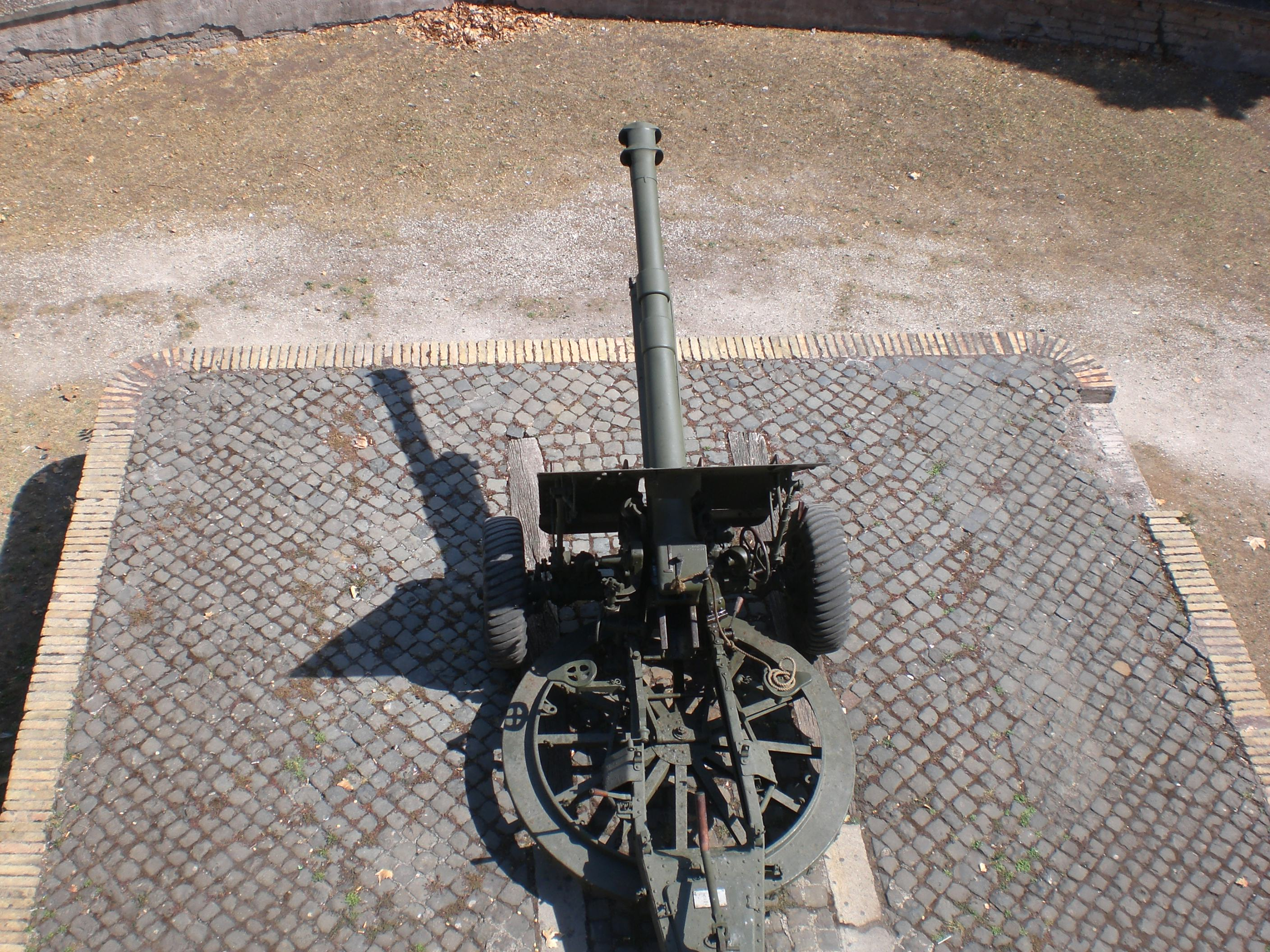
Canon du Gianicolo
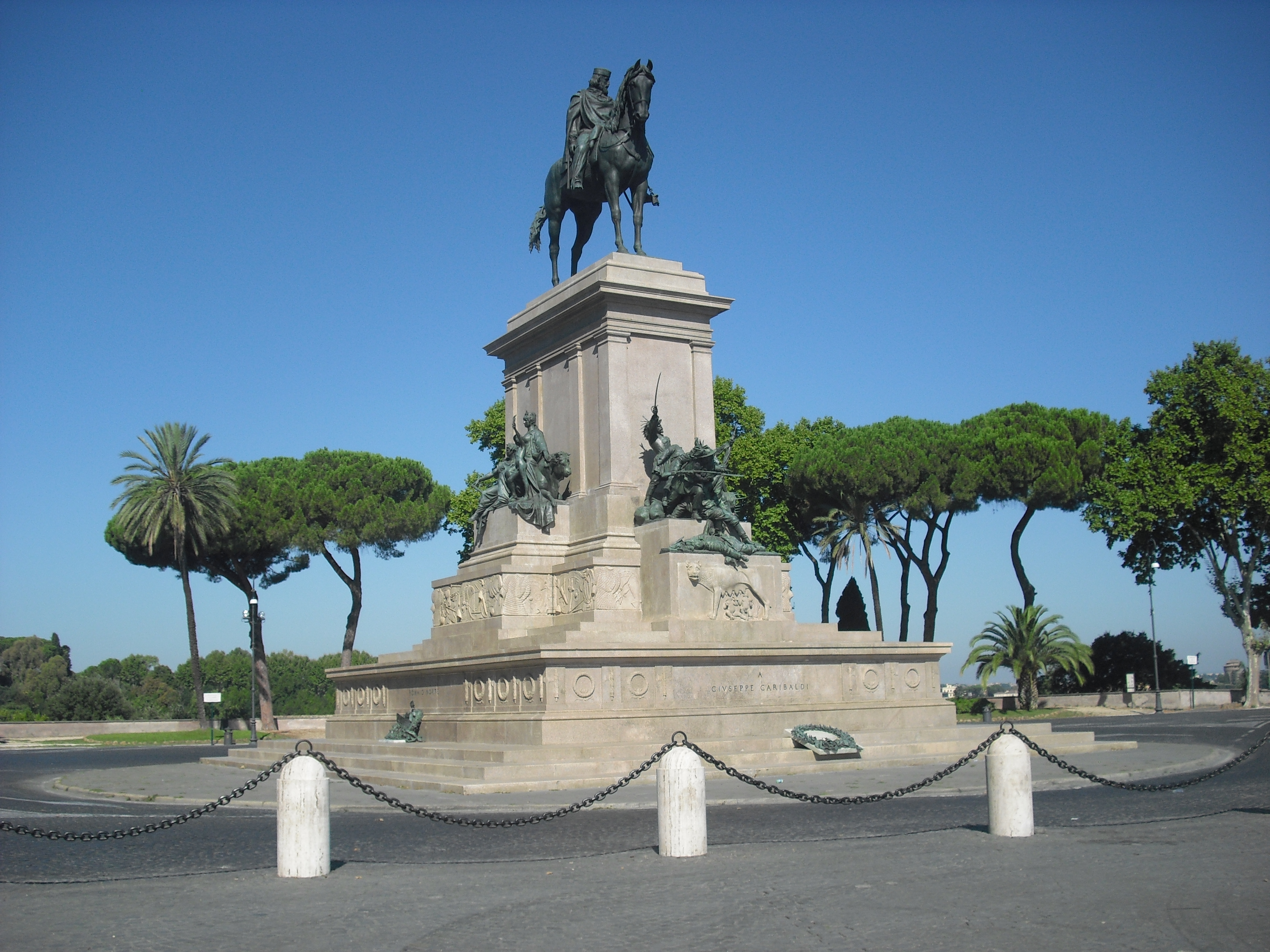
Monument à Garibaldi
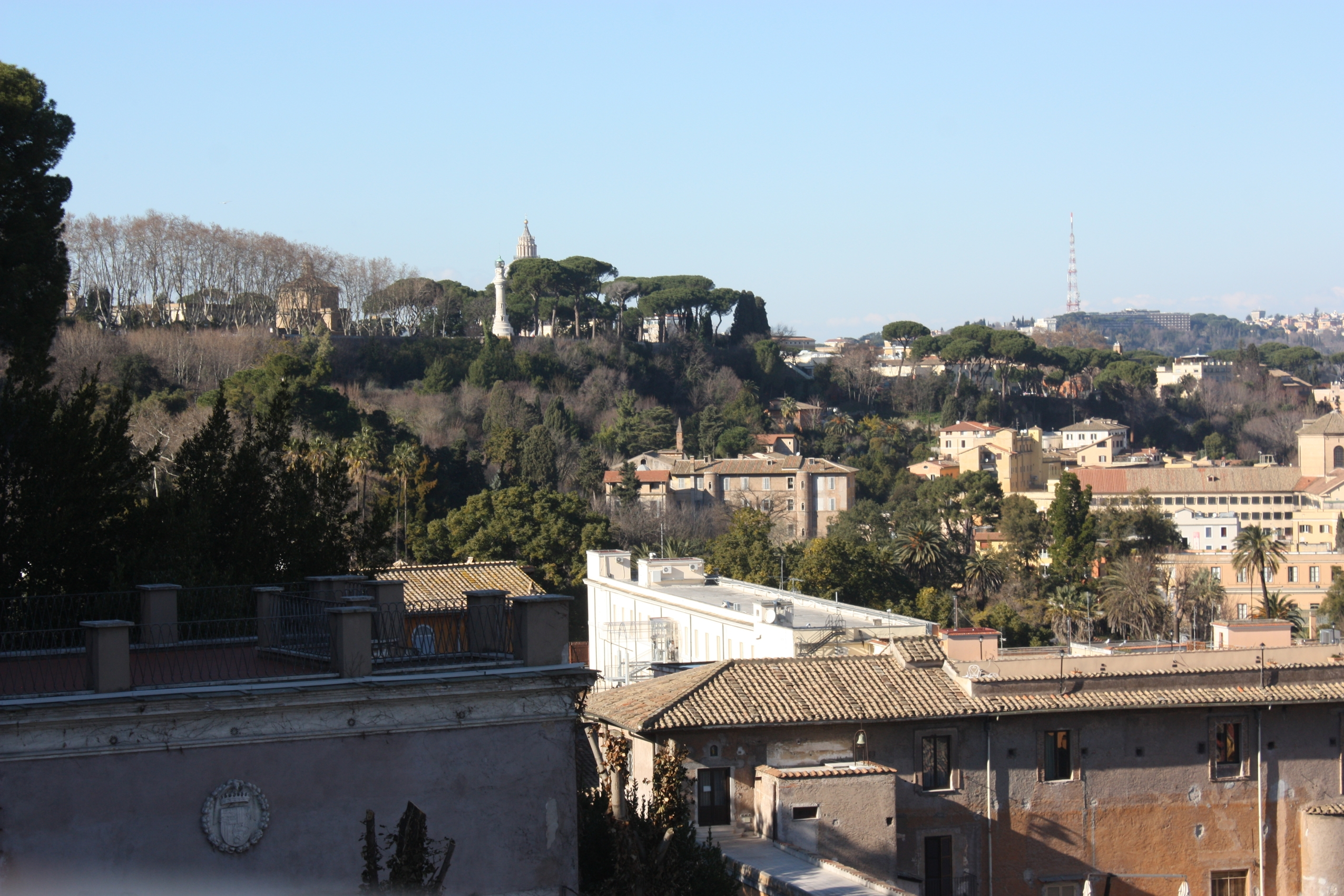
Colline du Gianicolo
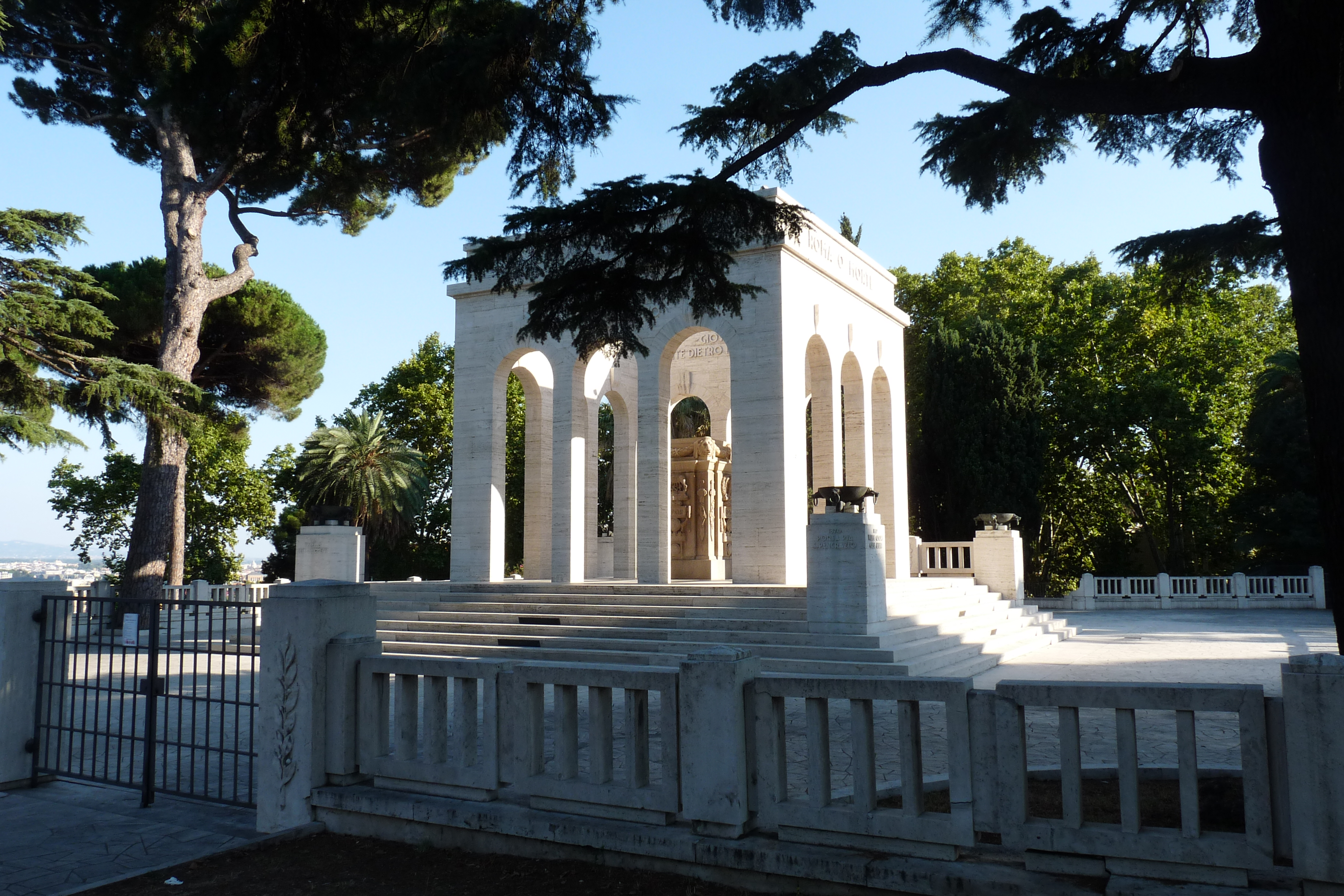
Monument
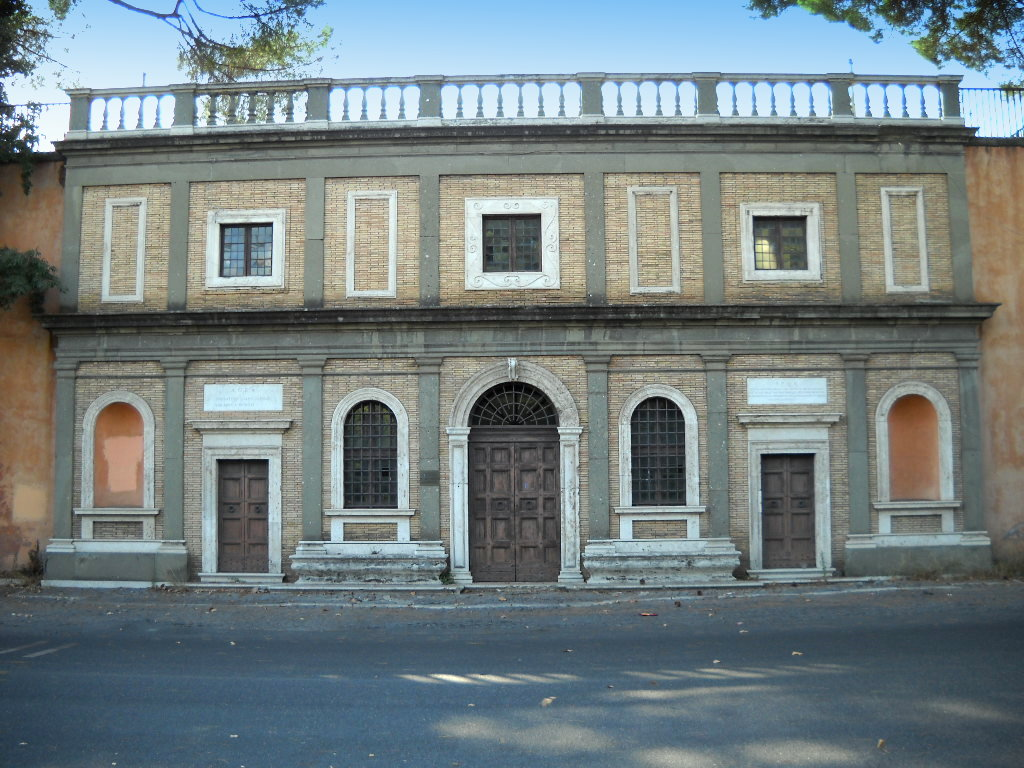
Maison de Michel-Ange
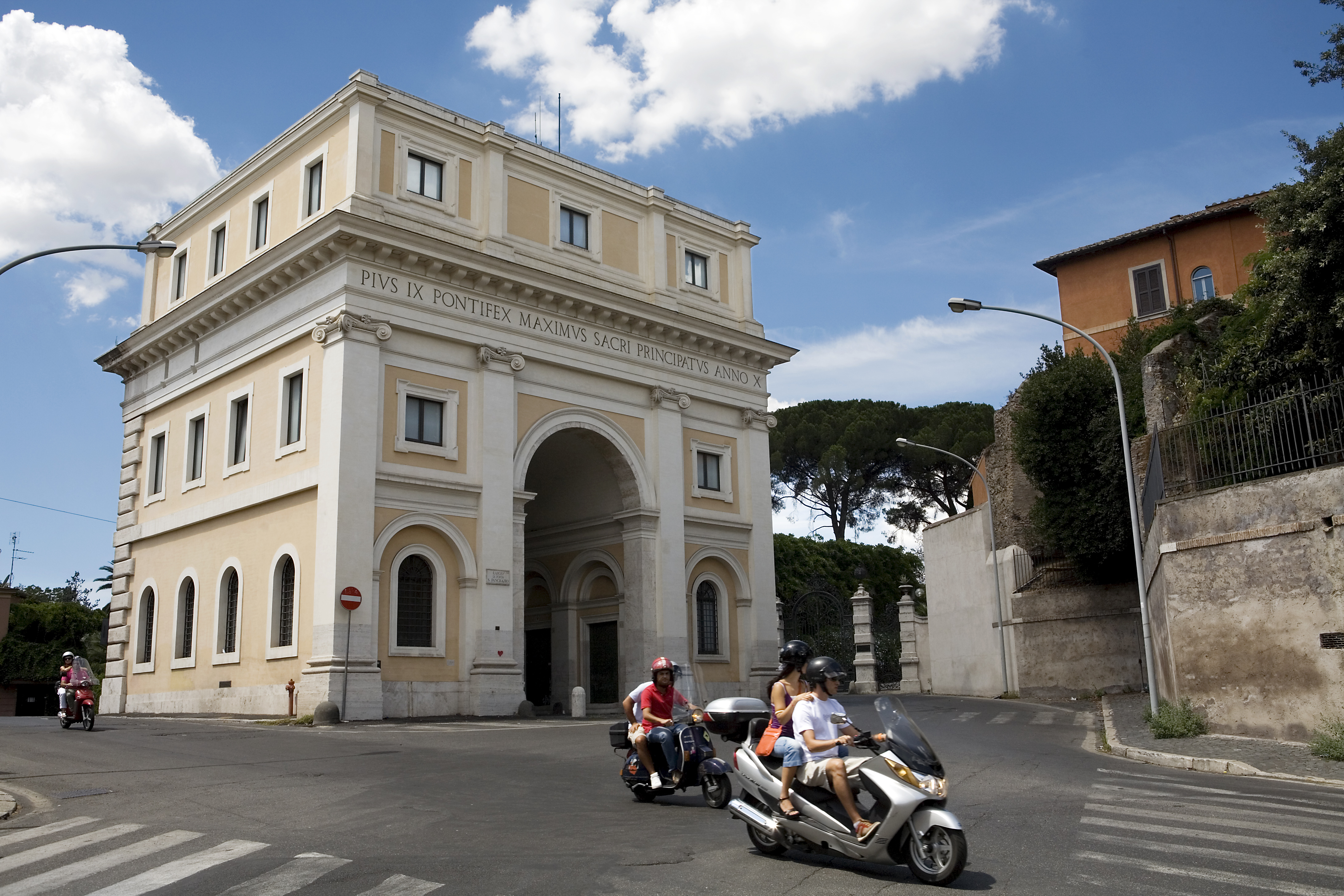
Porte San Pancrazio
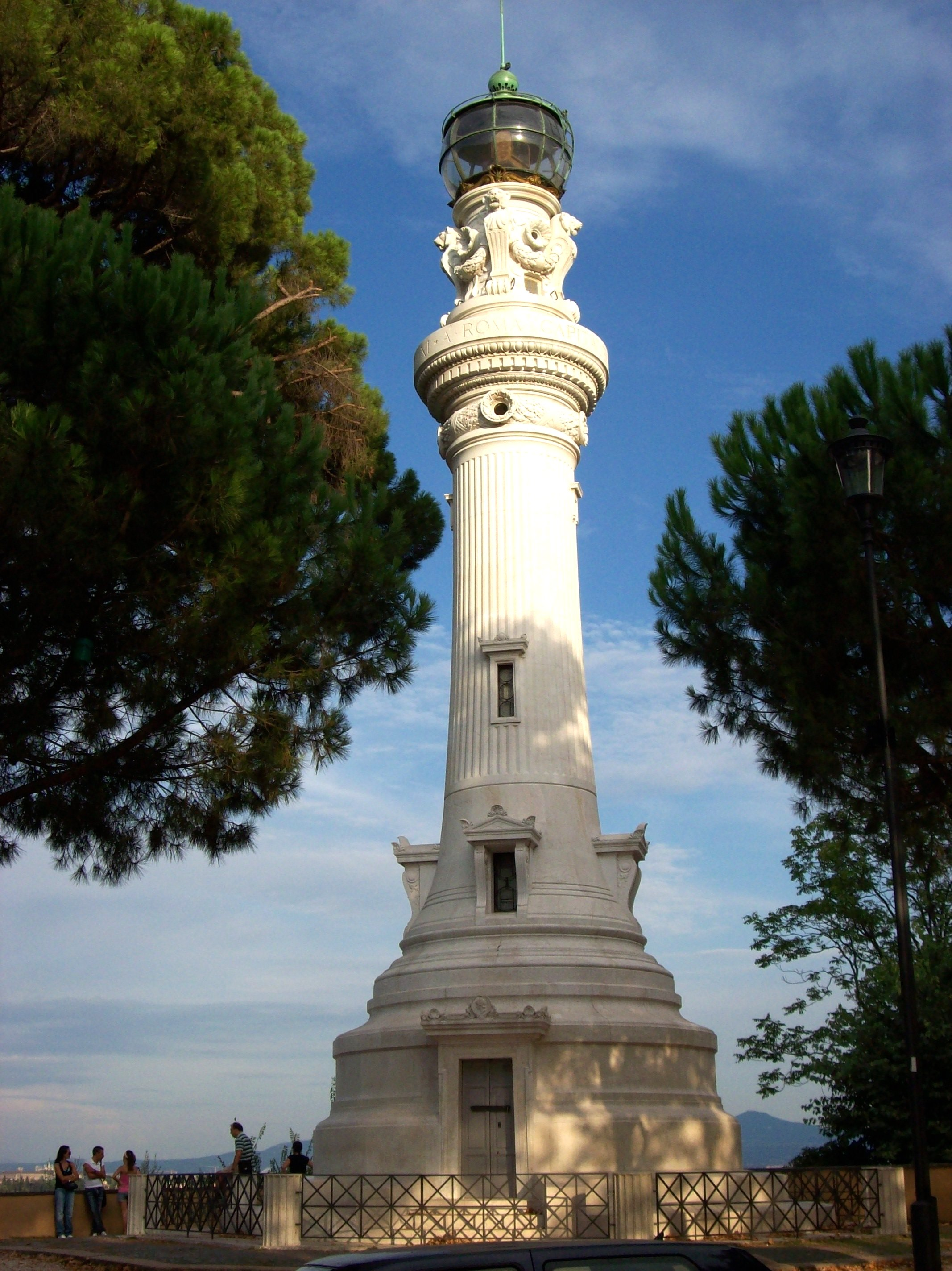
Phare du Gianicolo